# Любовные похождения шевалье де Фобласа
«Любовные похождения шевалье де Фобласа» (фр. Les amours du chevalier de Faublas) — гривуазный роман, написанный Луве де Кувре в ранней молодости; выходил частями в 1787—1790 годах. Огромный успех романа основан на его эротической фабуле, смелых положениях и эпизодах.
Он упоминается у Лермонтова в поэме «Сашка»: «Со всем искусством древнего Фоблаза» и у Пушкина в «Евгении Онегине»: «…Его ласкал супруг лукавый, // Фобласа давний ученик, // И недоверчивый старик, // И рогоносец величавый…», а также у Достоевского в «Двойнике», у Герцена в «Кто виноват?», у Чернышевского в «Что делать?» и у Гончарова в «Обрыве»: «…Картинами фоблазовских нравов…».
При этом роман является историческим документом, относящимся к одному из переломных моментов в истории, показывает жизнь французского общества накануне Французской революции.
В частности, крайности социального устройства общества:
Опыт ещё не научил меня тому, что повсюду дворцы скрывают за собой трущобы, роскошь порождает нищету и, что великое изобилие для одного порождает крайнюю нищету для многих.
Оригинальный текст (фр.)L'expérience ne m'avoit pas encore appris que partout les palais cachent des chaumières, que le luxe produit la misère, et que de la grande opulence d'un seul naît toujours l'extrême pauvreté de plusieurs.